# Werner Söderström

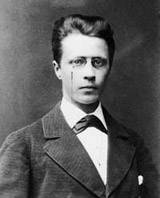
Werner Söderström

Werner Leopold Söderström, född 2 oktober 1860 i Borgå, död 23 juni 1914 i Helsingfors, var en finländsk bokförläggare. 
Söderström grundade Söderströms förlag år 1891. Senare delades förlaget upp i två olika divisioner, Söderström & C:o och Werner Söderströms. Söderström & C:o koncentrerade sig på svenskspråkig litteratur medan Werner Söderströms gav ut böcker på finska. Werner Söderströms fungerar numera under namnet WSOY och är ett av Finlands största förlag. WSOY ingick sedan 1999 i Sanoma-koncernen och därefter i Bonnierkoncernen. Söderström & C:o i sin tur använder främst namnet Söderströms.

## Biografi
Werner Söderström var son till bokhandlaren Gustaf Leopold Söderström och hans hustru Hilda Eugenia Winter. Han gick i Borgå lyceum. Söderström gifte sig två gånger. Det första äktenskapet ingick han med sin kusin Viola Emilia Winter år 1883. Hon var dotter till överste Alexander Emil Winter och Mathilda Plathan. Äktenskapet tog slut 1905.
Det andra äktenskapet ingick Söderström med Fanny Bergroth (1868–1937) år 1911. Hon arbetade som språklärare och var dotter till prosten Frans Bergroth och Hilda Elisabeth Fabritius.